# Continental Circus (album)
 (janvier 2012).
Si vous disposez d'ouvrages ou d'articles de référence ou si vous connaissez des sites web de qualité traitant du thème abordé ici, merci de compléter l'article en donnant les références utiles à sa vérifiabilité et en les liant à la section « Notes et références ».
Albums de Gong
Camembert électrique
(1971) Obsolete
(1971)
Continental Circus est la bande originale du film du même nom, jouée par le groupe Gong et enregistrée en 1971. Le film traite de courses de motos et a été réalisé par Jérôme Laperrousaz.
Il n'y avait aucune précision sur la pochette originale de l'album, mais il a probablement été enregistré avant (mais sorti après) l'album Camembert électrique. Le titre « What Do You Want? » est d'ailleurs le même que « Foghat Digs Holes in Space », mais avec des paroles différentes et dans une version plus lente. Le titre « Continental Circus World » est composé de dialogues et de bruitages du film avec un extrait en boucle du morceau « Blues for Findlay ». L'album ne contient donc qu'une seule vraie nouvelle composition.
Le son de l'album est ainsi très proche de celui de Camembert électrique et de la période psychédélique du Gong.

## Titres

### Face 1
Selon le livret inclut avec l'album
1. Blues for Findlay (Daevid Allen, Jérôme Laperrousaz) – 11:18
2. Continental Circus World (Allen, Laperrousaz) – 4:13

### Face 2
1. What Do You Want? (Allen) – 9:04
2. Blues for Findlay – Instrumental (Allen) – 9:38

## Personnel
- Daevid Allen : Guitare, Chant
- Gilli Smyth : Space Whispers
- Christian Tritsch : Basse
- Didier Malherbe : Saxophone, flûte
- Pip Pyle : Batterie